# Samuel Maoz
Samuel Maoz (hebreo: שמואל מעוז; Tel Aviv, 1962) es un cineasta israelí. Uno de los principales nombres de la Guerra de Líbano de 1982, se especializó en dirección y se dedicó a la carrera cinematográfica después de 2009, año en que ganó el León de Oro por su trabajo en la película Líbano.

## Filmografía
- Total Eclipse (2000)
- Líbano (2009)
- Foxtrot (2017)

## Premios y distinciones
Festival Internacional de Cine de Venecia
| Año  | Categoría                        | Trabajo nominado | Resultado |
| ---- | -------------------------------- | ---------------- | --------- |
| 2009 | León de Oro                      | Líbano           | Ganador   |
| 2009 | Premio SIGNIS - Mención especial | Líbano           | Ganador   |
| 2017 | Gran Premio del Jurado           | Foxtrot          | Ganador   |
| 2017 | Mejor película Venezia 74        | Foxtrot          | Ganador   |